# Jewish Virtual Library
La Jewish Virtual Library (JVL) ("Biblioteca virtuale ebraica") è un'enciclopedia in linea pubblicata dall'American-Israeli Cooperative Enterprise (AICE). Fondata nel 1993, è un sito web che tratta in modo esaustivo temi legati a Israele, agli Ebrei e alla cultura ebraica.

## Storia
L'AICE è un'organizzazione senza scopo di lucro del tipo 501(c)(3), "apartitica", fondata "per rafforzare la relazione Stati Uniti-Israele enfatizzando i fondamentali dell'alleanza". È membro della Israel on Campus Coalition. Il suo direttore esecutivo è l'analista di politica estera è Mitchell G. Bard, un ex redattore del Near East Report, un notiziario settimanale pubblicato dall'American Israel Public Affairs Committee, e autore de The Complete Idiot's Guide to the Middle East Conflict.
Il sito web fu creato originariamente alla fine degli anni 1990 sotto il nome The Jewish Student Online Research Center (JSOURCE). Secondo il sito, la Library si occupa di materiale che non si può trovare da nessun'altra parte del mondo, come informazioni sui progetti congiunti U.S.A-Israele e sul trattamento degli Americani durante l'Olocausto. Spiega di aver ricevuto il permesso di usare materiali dalla Biblioteca del Congresso, dall'American Jewish Historical Society, della Anti-Defamation League, dal Centro Simon Wiesenthal, dal Ministro degli esteri e dall'Ufficio del Primo Ministro israeliano, dal rabbino Joseph Telushkin (autore di Jewish Literacy) e da dozzine di altre fonti.
Include più di 13.000 articoli e 6.000 fotografie e cartine relative alla storia degli Ebrei, a Israele, alle relazioni U.S.A.-Israele, all'Olocausto, all'antisemitismo e al giudaismo. Il sito comprende il testo completo della Tanakh. La Jewish Virtual Library contiene il testo di appoggio a Israele Myths and Facts, a cura di Mitchell Bard, in parecchie lingue.

## Accoglienza critica
John Jaeger, in un articolo pubblicato dall'Association of College and Research Libraries, ha detto della Jewish Virtual Library: "Questa biblioteca, una volta entrati, è più simile ad un'enciclopedia vivente di qualsiasi altra cosa. Si hanno opzioni su cui cliccare, come storia, donne, biografia, politica, Israele, cartine e i Tesori Ebraici presso la Biblioteca del Congresso, con ciascuna che lancia una persona in un regno diverso. Il sito è estremamente ben assemblato".
Karen Evans dell'Università Statale dell'Indiana ha scritto che il sito è completo, con "informazioni facilmente accessibili, equilibrate".
Il sito web della PBS descrive la JVL come "un'esauriente enciclopedia ebraica in linea, che copre tutto dall'antisemitismo al sionismo. Più di 13.000 articoli e 6.000 fotografie e cartine sono state integrate nel sito. La loro sezione delle Statistiche Vitali ha una lista esaustiva di statistiche attuali e dati comparativi".
La Jewish Virtual Library è stata citata dalla CNN, dal New York Times, dalla BBC, dalla CBS News, dalla Fox News, dal Los Angeles Times, da USA Today, da Business Week e da Bloomberg, tra gli altri. È elencata come riferimento dalle biblioteche accademiche presso l'Università Statale della Pennsylvania, l'Università Statale del Michigan, l'Università di Washington, il King's College London e l'Università del Delaware.
La JVL ha ricevuto premi dalla britannica Internet Guide Selection, da USA Today Hot Site e il Best of the Jewish Web dall'Agenzia ebraica, l'Academic Excellence Award da Study Web e altri.